# Neocallimastix joyonii
Neocallimastix joyonii är en svampart som beskrevs av Breton, Bernalier, Bonnemoy, Fonty, B. Gaillard & Gouet 1989. Neocallimastix joyonii ingår i släktet Neocallimastix och familjen Neocallimastigaceae.   Inga underarter finns listade i Catalogue of Life.